# Récif Zhongzhou
Le récif Zhongzhou, aussi connu sous les noms de récif Ban Than et Centre Cay (Chinois traditionnel: 中洲礁; pinyin: Zhōngzhōu jiāo; vietnamien : Bãi Bàn Than) est une petite barrière de corail sur le bord nord du banc Tizard au sein des îles Spratley, dans la mer de Chine méridionale. Il est situé à 4,6 km à l'est de l'île de Itu Aba occupé par Taïwan, à 7,2 km à l'ouest de Sand Cay revendiqué par le Viet Nam, et couvre une superficie d'environ 0,2 hectare à marée haute, et 0,6 hectare à marée basse. Il consiste en une accumulation de coquillages, de sable, de récifs de corail et de débris qui forme une plaque de récifs de corail circulaire, entourant le corail sous l'eau d'un diamètre d'environ 1,3 km. 
Actuellement revendiqué par Taïwan (ROC), le récif est administré par le district de Qijin appartenant à Kaohsiung. Cependant, la Chine, le Vietnam et les Philippines réclament également leur souveraineté sur ce récif. 
De nombreuses espèces d'oiseaux migrateurs nichent sur le récif pour de courts séjours. Les eaux environnantes abritent un riche écosystème marin composé non seulement d'une abondance de coraux fougère corne de cerf, mais aussi de poissons tropicaux demeurant dans les récifs coralliens. Il est également possible d'apercevoir des espèces de crustacés telles que Harpago chiragra et Cassis cornuta. La géologie du récif n'est pas adaptée pour le développement de la flore.
Le récif n'a pas de source d'eau souterraine. Bien qu'il soit actuellement inhabité, les garde côtes taïwanais patrouillent régulièrement la zone via des hors-bords M8 à proximité de l'île de Itu Aba. En plus d'un débarquement, ces patrouilles encerclent le récif en effectuant des inspections et en réalisant des études écologiques.

## Histoire récente

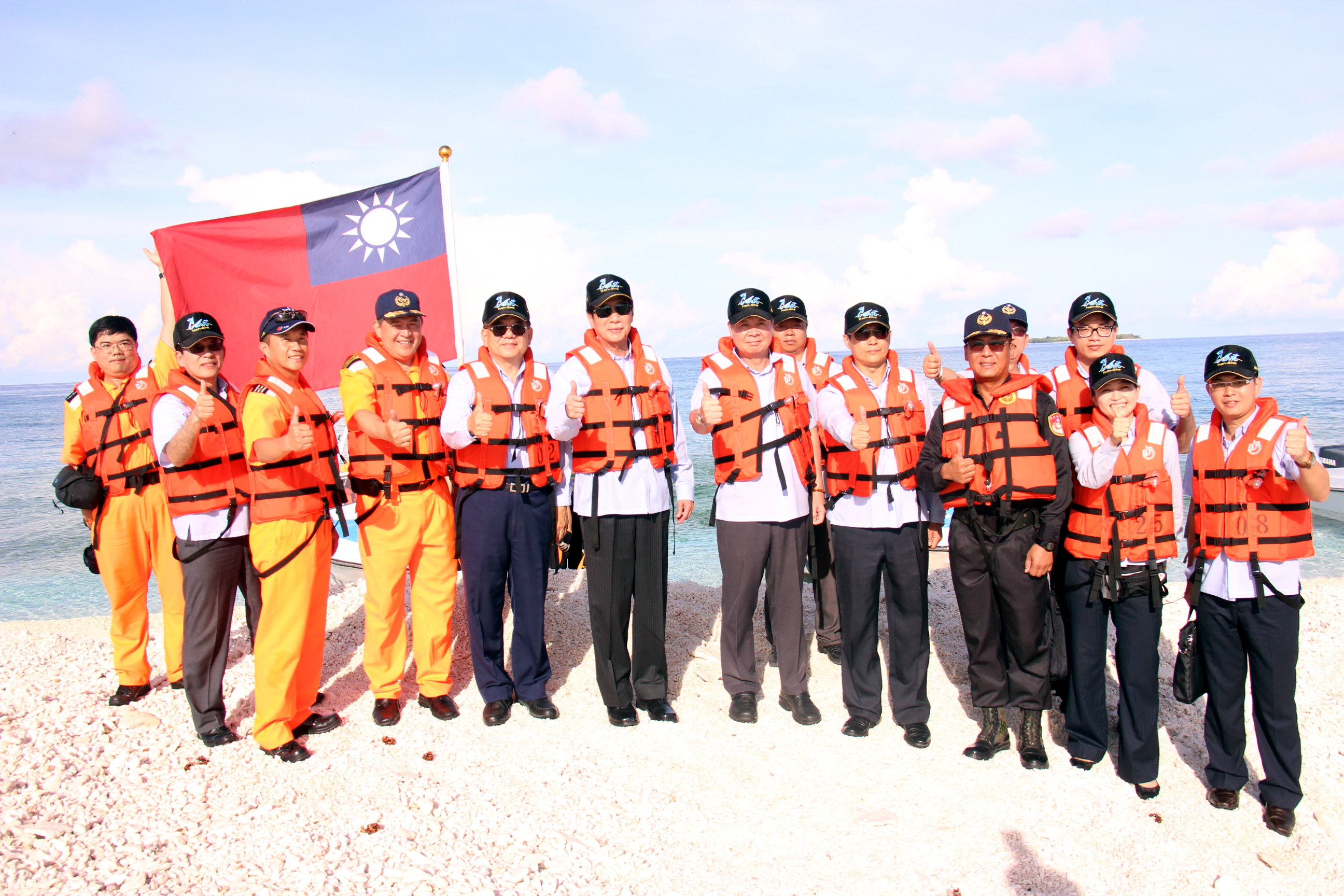
Les garde-côtes taïwanais débarquant sur le récif Zhongzhou le 15 juin 2015, dans le cadre de leur visite sur l'île Itu Aba.

Le récif a été inclus dans la zone revendiquée par la Chine Nationaliste en 1935, et cette revendication a été réitérée dans une carte publiée en 1947.
Le 16 août 2003, le Ministre de l'Intérieur taïwanais Yu Cheng-hsien a visité le récif, en voyageant sur un hors-bord M8, et a planté un drapeau taïwanais dans une déclaration de souveraineté. Le 28 mars 2004, la Garde côtière de Taïwan a achevé la construction sur le récif de postes d'observation en bois. En septembre 2010, l'Agence de protection de l'environnement taïwanaise a mené une étude de qualité de l'environnement dont l'objectif est d'évaluer la qualité de l'eau de mer du récif.
Le 22 mars 2012, une patrouille de routine des garde-côtes taïwanais est entré en collision avec des bateaux de patrouilles vietnamiens près du récif. À la suite de l'incident, les législateurs Lin Yu-fang, Chen Zhenxiang et Chen Zhankai ont inspecté le récif en hors-bord.